# Hotel Nacional de Cuba

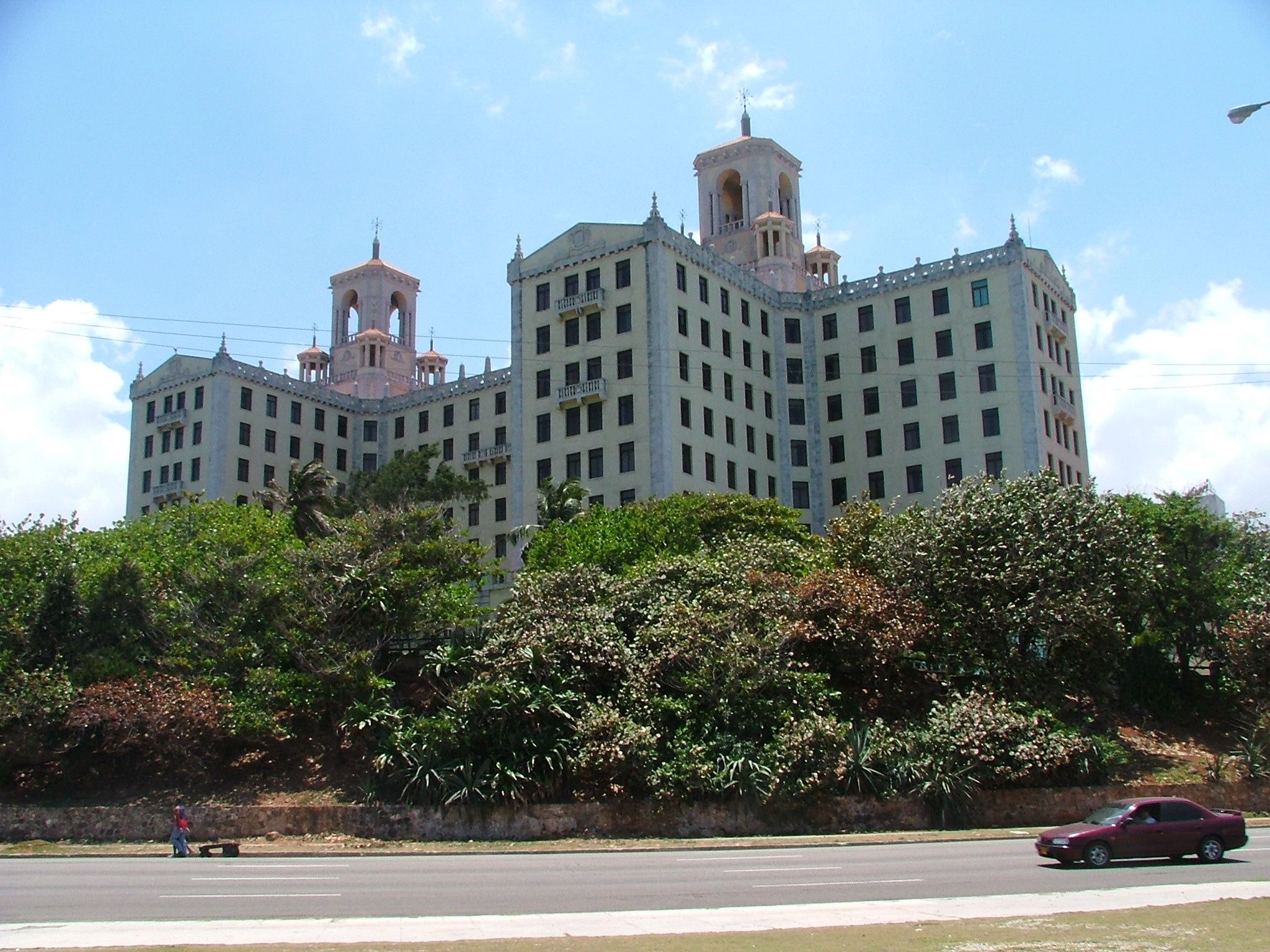
Hotel Nacional de Cuba, 2004

Das Hotel Nacional de Cuba ist ein im Jahr 1930 eröffnetes Hotel in Havanna, Kuba. Das achtstöckige Gebäude liegt im Stadtteil Vedado.

## Geschichte
Das Hotel steht etwas erhöht auf dem Taganana-Hügel im Stadtteil Vedado. Dort stand während der spanischen Kolonialherrschaft der Insel die Geschützanlage Batería de Santa Clara. Sie diente dazu, Angriffe auf die Bucht abzuwehren.
Das Hotel wurde im Dezember 1930 eröffnet. Entworfen wurde das Gebäude von dem US-Architekturbüro McKim, Mead, and White. Durch die exponierte Lage und den Ausblick auf den Malecón sowie die Bucht von Havanna wurde das Hotel schnell bekannt. Schon bei der Eröffnung stieß das Nacional auf große Zustimmung – sowohl beim damaligen kubanischen Diktator Gerardo Machado als auch bei der „High Society“ Amerikas. Im Nacional logierten Prominente wie Buster Keaton, Johnny Weissmüller, Tyrone Power, Errol Flynn, Marlene Dietrich, Juri Gagarin, Rocky Marciano und Ernest Hemingway.
Im Dezember 1946 hielt die Amerikanische Cosa Nostra einen Kongress im Nacional ab, der als „Havanna-Konferenz“ bekannt wurde. In den 1950er Jahren richtete Meyer Lansky mit Genehmigung und Unterstützung des Staatspräsidenten Fulgencio Batista eines der erfolgreichsten Kasinos Amerikas im Hotel ein. In Folge der Kubanischen Revolution wurde das Kasino in den 1960er Jahren geschlossen.
Der Hotelbau wurde 1988 zu einem Kulturdenkmal Kubas erklärt. Im Jahr 1992 wurde das Hotel komplett renoviert und ist derzeit in Betrieb.